# Podonectria coccorum
Podonectria coccorum är en svampart som först beskrevs av Petch, och fick sitt nu gällande namn av Rossman 1977. Podonectria coccorum ingår i släktet Podonectria och familjen Tubeufiaceae.   Inga underarter finns listade i Catalogue of Life.